# 湯尾站

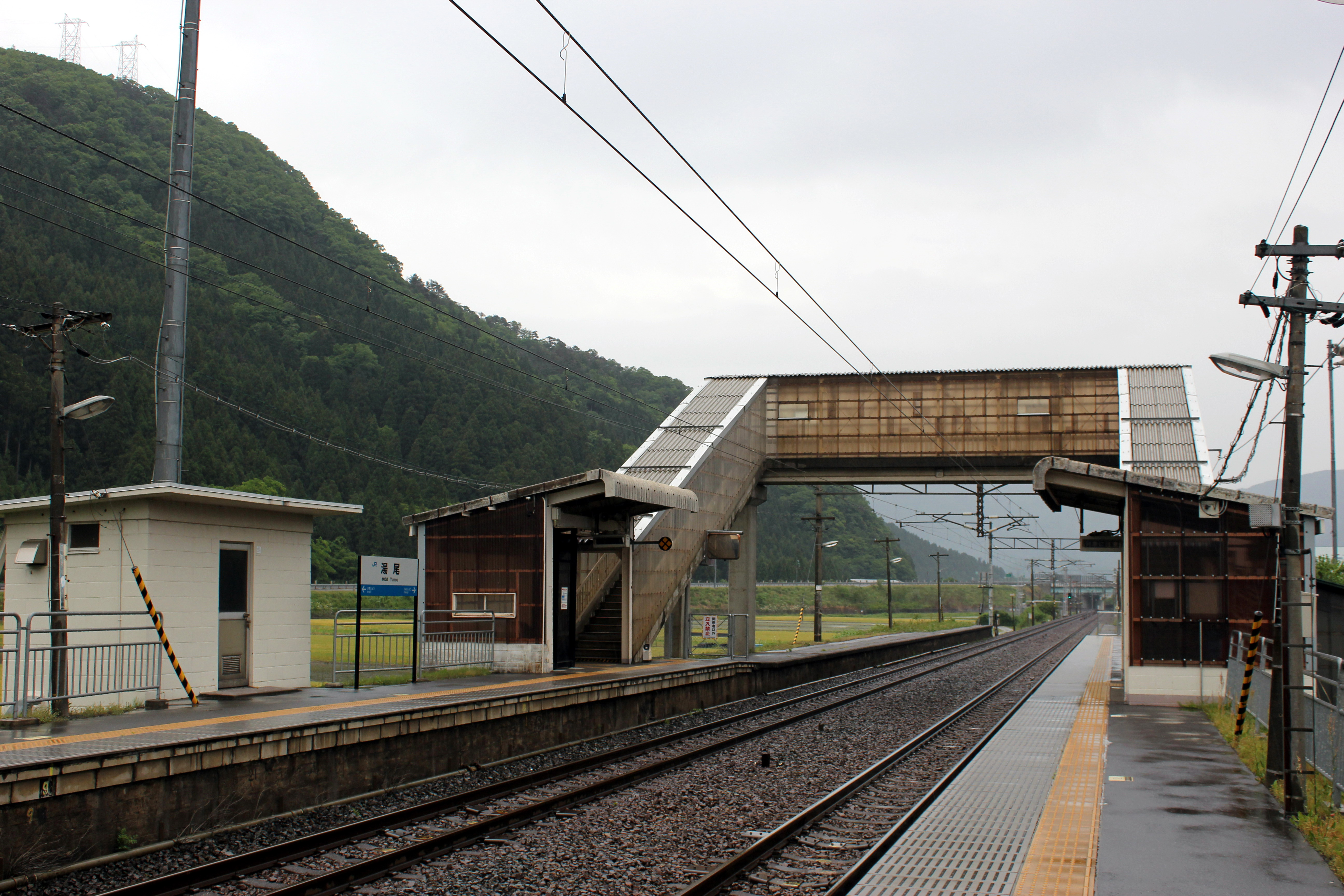
月台

湯尾站（日语：／ Yunoo eki）是位於福井縣南條郡南越前町湯尾，屬於福井幸福鐵道的Hapi-line Fukui線車站。

## 歷史
- 1943年（昭和18年）4月10日 - 國有鐵道北陸本線今庄站至鯖波站（現時為 南條站）之間開設湯之尾號誌站。
- 1948年（昭和23年）9月1日 - 號誌站升級至車站，名為湯尾站（旅客車站）[1]。
- 1971年（昭和46年）3月25日 - 終止行李起卸業務。
- 1987年（昭和62年）4月1日 - 伴隨國鐵分割民營化，車站由西日本旅客鐵道（JR西日本）營運。
- 2018年（平成30年）9月15日 - 此站可以使用ICOCA[2][3]。
- 2024年（令和6年）3月16日 - 隨北陸新幹線延伸至敦賀，車站改由福井幸福鐵道營運。

## 車站構造
車站是一座地面車站，設有2面2線的相對式月台。由於此站沒有轉轍器或絶對信號機，因此此站被分類為停留所。月台之間設有跨線橋連接。上行月台側設有車站大樓，大樓是一座簡單木屋風格建築物。
此站為由福井地域鐵道部管理的無人車站。車站內沒有自動售票機，但是設有IC卡專用的簡易閘機。

### 月台
| 月台 | 路線               | 上下行 | 方向           |
| ---- | ------------------ | ------ | -------------- |
| 1    | ■Hapi-line Fukui線 | 上行   | 敦賀方向       |
| 2    | ■Hapi-line Fukui線 | 下行   | 福井、金澤方向 |

長久以來此站沒有編排月台編號，自ICOCA引入後才開始編排。近車站大樓一方（上行）為1號月台。

## 使用狀況
根據「福井縣統計年鑑」，以下列出近年1日平均乘車人次。
| 年度   | 一日平均 乘車人次 |
| ------ | ----------------- |
| 1997年 | 140               |
| 1998年 | 140               |
| 1999年 | 140               |
| 2000年 | 123               |
| 2001年 | 118               |
| 2002年 | 114               |
| 2003年 | 106               |
| 2004年 | 103               |
| 2005年 | 96                |
| 2006年 | 97                |
| 2007年 | 91                |
| 2008年 | 103               |
| 2009年 | 110               |
| 2010年 | 122               |
| 2011年 | 103               |
| 2012年 | 99                |
| 2013年 | 86                |
| 2014年 | 88                |
| 2015年 | 83                |
| 2016年 | 97                |
| 2017年 | 94                |
| 2018年 | 93                |

## 相鄰車站
Hapi-line Fukui
■Hapi-line Fukui線
快速
通過
普通
今－湯尾－南條

## 外部連結
- 湯尾站 - Hapi-line Fukui （页面存档备份，存于）（日語）